# 진보 시대
진보 시대(Progressive Era)란 미국에서 사회 운동 및 정치 개혁에 대한 열망이 널리 확산되었던 1890년대에서 1920년대를 가리킨다. 도금 시대 말엽, 금주법 시대 초엽과 겹친다. 진보 시대의 주 의제는 급속한 산업화와 도시와, 정치 부패가 초래한 문제들을 해결하는 것이었다.
진보 시대의 주요 표적은 부패하고 비민주적인 정치기계와 그 우두머리들이었다. 진보주의자들은 이들 부패한 대표자들을 공직에서 끌어내림으로써 보다 직접적인 민주주의를 성취하고자 했다. 또한 독점금지법을 통해 거대 재벌들의 독점을 규제하고 평등한 경쟁을 촉진하려 했다. 미국 식품의약국 등 시장 규제를 위한 정부 기구들을 형성하기 위한 노력이 전개되었으며 1913년 연방준비제도의 창설로 은행 시스템이 개혁되었다. 미국의 민주주의를 개혁하려는 움직임 또한 있었다. 경선과 상원에 대한 직접투표, 국민발안권과 여성 참정권 등이 확립되었다.

## 같이 보기
- 리처드 호프스태터